# Spind
Spind is een dorp en een  voormalige gemeente in de voormalige  fylke Vest-Agder in het zuiden van Noorwegen. De gemeente werd gesticht in 1893, toen de gemeente  Herad in tweeën gesplitst. In 1965 werden beide samengevoegd met Lista en Farsund, waarbij de nieuwe gemeente koos voor de naam van Farsund.
De parochiekerk van Spind is een kruiskerk uit 1776. De kerk is opgenomen in het decanaat Lister og Mandal binnen het bisdom Agder og Telemark van de Noorse kerk.